# Jafet (nome)
Jafet  è un nome proprio di persona italiano maschile.

## Varianti
- Maschili: Iafet[1]

### Varianti in altre lingue
- Ebraico: יֶפֶת (Yefet, Yepheth)[2][3]
- Greco biblico: Ιαφεθ (Iapheth)[2][3]
- Inglese: Japheth[2][3][4], Japhet[4]
- Latino: Iapheth[1], Iafeth[2], Japheth[3]
- Spagnolo: Jafet[2]
- Ungherese: Jáfet

## Origine e diffusione
È un nome di palese tradizione biblica, essendo portato da Jafet, uno dei tre figli di Noè, dal quale sarebbero poi discesi i popoli indoeuropei.
Deriva dall'ebraico יֶפֶת (Yefet, Yepheth), che è basato sulla radice pathach ("ampliare", "espandere") o p-t-h ("essere ampio", "essere spazioso"), e il suo significato è quindi "possa Dio rendere esteso"; altre fonti riportano variazioni sul tema, quali "possa egli espandere", "possa egli avere spazio", "ampliato", "allargato", oppure "ampliamento", "allargamento". L'espressione potrebbe essere riferita alla saggezza o alla dignità, piuttosto che a una dimensione fisica. Non si esclude tuttavia un'etimologia descrittiva, legata ai popoli discendenti di Jafet, analoga a quella dei nomi Sem e Cam; in tal caso potrebbe essere basato su yaphah, il termine con cui gli ebrei designavano le popolazioni dalla pelle più chiara, avendo quindi un significato come "chiaro", "biondo", "bello".

## Onomastico
Il nome è adespota, non essendoci santi così chiamati, quindi l'onomastico può essere festeggiato il 1º novembre, festa di Ognissanti.

## Persone
- Jafet Soto, calciatore costaricano

### Varianti
- Yaphet Kotto, attore statunitense
- Japhet N'Doram, calciatore ciadiano